# Gewone viltbij
De gewone viltbij (Epeolus variegatus) is een vliesvleugelig insect uit de familie van de bijen en hommels (Apidae). De wetenschappelijke naam van de soort is gepubliceerd in 1758 door Linnaeus in de tiende editie van Systema naturae. Hij parasiteert in het nest van zijdebijen.

## Kenmerken
Het dier heeft een zwart lijf met witte vlekken en een lengte van 5-8 mm. De poten zijn rood. Bij vrouwtjes zijn ook de vleugelschubjes (tegulae), vleugelschubben en schildje rood.

## Voorkomen
Het dier houdt van open, zandige tot lemige plekken. In Nederland komt hij door het hele land voor en in België met name in het noorden. De vliegtijd is van mei tot in september.